# Geologija Grčije
Geologija Grčije je zelo strukturno zapletena zaradi njenega položaja na stičišču med Evrazijsko in Afriško tektonsko ploščo.

## Geološka zgodovina, stratigrafija in tektonika
Nekatere najstarejše kamnine v Grčiji so iz paleozoika in so običajno metamorfizirane brez fosilov. Rodopski masiv obsega severno celino, razdeljen na amfibolitni skrilavec in gnajs, s sorazmerno nedavnimi granitnimi vdori iz oligocena in miocena. Zahodno od reke Strimonas je srbsko-makedonski masiv, ki prekriva polotok Halkidika z debelim marmorjem in gnajsom, z granitnimi vložki.

### Alpski cikel
Sedimentne kamnine alpskega cikla so med evropskim zaledjem v Rodopskem masivu in Srbsko-makedonskem masivu ter severnim predobmočjem Afriške plošče. Zunanje cone vključujejo cono Paxi, ki obsega otoke v Jonskem morju z dolomitiziranim apnencem iz jurskega in kredno-miocenskega laporja in sadre. Jonska cona obsega večji del zahodne Grčije s triasnimi evaporiti, ki jih prekrivajo jurski neritični apnenci. V toarskem obdobju so Jonski bazen razlikovali obsežni prelomi v blokih. Med eocensko alpsko orogenezo so se ponovno aktivirali ekstenzijski prelomi. Jonska cona je potisnjena proti zahodu čez predapulsko cono in prekriva molasni facies.
Območje Gavrovo-Tripolis leži pod Kreto, Dodekanezijskimi otoki in večjim delom zahodne celine. Boksiti kažejo na suhi čas v eocenu, oligocenski fliš pa nekonformno prekriva starejše karbonate. Območji Peloponez in Kreta sta narinjeni na enoto Plattenkalk. Običajni prelomi s štirimi kilometri premikov niso neobičajni, čeprav je gubanje omejeno – tektonska aktivnost se je začela v oligocenu.
Poleg tega se območje Olonos-Pindus razteza od Črne gore do Rodosa in je globoko alohtonsko korito s klastičnim triasnim peščenjakom in apnencem Drymos.

### Notranje cone
Notranje cone se raztezajo med srbsko-makedonskim masivom in zunanjimi conami:
- Pelagonsko območje: to območje vključuje metamorfizirane kamnine v Zahodni Makedoniji, Tesaliji, Atiki in Kikladih z ležečim paleozojskim in mezozojskim pokrovom. Skrilavec-peščenjak, permski apnenec, brečasti apnenec in triasni dolomit njegove sestavne enote – serije Malliakos – so bili uporabljeni za sklepanje o razširitvi cone Olonos-Pindus.
- Območje vzhodne Grčije: deli pelagonijske cone pokrivajo metamorfizirane kamnine iz obdobja krede. Paleozojske kamnine vključujejo konglomerat, peščenjak, meljevec, tuf in apnenec. Karbonatni nerit, odložen v triasu, je bil skupaj z boksitom in ofiolitnim pokrovom potisnjen proti zahodu. Kredni apnenci so zgornja enota, cona vzhodne Grčije pa je narinjena na zunanje cone (ki so videti kot tektonska okna).

### Območje Axios
Cona Axios, znana tudi kot vardarska cona, predstavlja zaprtje oceana Axios in ločuje pelagonsko cono od srbsko-makedonskega masiva. Pogosti so klastični sedimenti iz paleozojskih in mezozojskih ofiolitov in sedimentov. Geologi ga delijo na apnenčeve skrilavce, granit, diabaz, roženec in ofiolit podcone Paeonias ter kisle vulkanske kamnine in apnenec triasno-jurske paikonske podcone (stari otoški lok). Silicificirani ofioliti almopiaške podcone, ki mejijo na pelagonsko cono na severovzhodu, predstavljajo star oceanski jarek.

### Kenozoik (pred 66 milijoni let do danes)
Široko se razprostira neogenski sediment, odložen po alpskem ciklu. Mezohelensko korito, Epirsko-Akarnanski bazen in Kikladski bazen so vsi primeri molasnih bazenov iz zgodnjega miocena. Bazen Jonskega otočja je del predapulijske cone in je morda imel prekinitev sedimentacije le v poznem miocenu v pliocen. Večina sedimentov v drugih neogenskih bazenih je morskih, vendar je bazen Egejskih otokov napolnjen s celinskimi sedimenti. Ko so se bazeni molase polnili v burdigalijskih in langhijskih časih, je dvig Pindskega gorstva povzročil, da so tvorbe pokrova zdrsnile na metamorfne kamnine Kikladov. V tortoniju je ločno lomljenje povzročilo ugrezanje Kretskega bazena. Notranje kotline so ohranile številne fosile sesalcev, kot je najdišče Pikermi severno od Aten v celinski glini.
Vulkanska dejavnost v Egejskem morju se je začela v neogenu in kvartarju. Vulkani v zahodni Trakiji, Limnosu in Samotraki so na robu Rodopskega masiva, medtem ko Egejski vulkanski lok meji na Menderesov in Atiško-Kikladski masiv. V holocenu so izbruhnili neogenski santorinski vulkani, ki so uničili mikensko civilizacijo. Notranji bazeni vsebujejo debele sedimente jezerskega dna iz kvartarja, kar kaže na nihanje med hladnimi puščavskimi razmerami in mokrimi medledenitvami. Travertinski izviri pogosto hranijo novejše fosilne združbe. V bližini Korinta je med srednjim pleistocenom vdrla somorna voda Črnega morja, čeprav se večinoma otoki in vodno območje Egejskega morja niso spremenili v ledenih dobah.

## Geologija naravnih virov
- azbest: pojavlja se v supinah v zahodni Makedoniji in na serpentiniziranem robu masiva Vourinos
- antimon: Stibnit najdemo v Trakiji in Makedoniji, pa tudi v devonskih argilitnih žilah na otoku Hios
- barit: Pogost v hidrotermalnih nahajališčih in se pogosto izvaža z otoka Mikonos za pridobivanje nafte. Najdeno tudi na Kosu in Polivosu s skupnimi rezervami več milijonov ton.
- boksit: Grčija ima več kot 1000 nahajališč, zlasti v vzhodnem in osrednjem delu države, običajno med apnenčastimi formacijami.
- bentonit: Več milijonov ton kalcijevega bentonita najdemo na Kimolosu in Milosu in se pogosto pretvori za večjo sposobnost nabrekanja z obdelavo z natrijevim karbonatom. Grčija je drugi največji proizvajalec bentonita za ZDA.
- kromit: Gostuje v peridotitu, ofiolitih in dunitu. Blizu Vourinosa je nahajališče z 1,5 milijona ton rude, starodavni rudnik v Tesaliji pa je do1990-ih pridobil 500.000 ton.
- baker: Polotok Halkidika ima 15 milijonov ton bakra. Pirit je pogost v bližini vzhodnega Peloponeza, razpršeni bakrovi sulfidi pa so pogosti v žilah v zahodni Makedoniji.
- železo: Grčija ima 200 majhnih nahajališč 'mehkega' železa in železo-nikljevega laterita 130 kilometrov severno od Aten z 200 milijoni ton rude

### Ogljikovodiki
Herodot je prepoznal bitumenski vodnjak v Limin Keriju na južnem koncu otoka Zakintos. Raziskovanje nafte na kopnem se je začelo leta 1938 in se je preselilo na morje leta 1970. Na morju antiklinale Prinos je bilo ugotovljeno, da vsebuje nafto pod miocenskimi kamninami.